# Margaret Buckingham
Margaret Buckingham (2 de março de 1945) é uma biologista do desenvolvimento britânico-francesa. É professora do Instituto Pasteur em Paris.

## Leben
Buckingham estudou biologia na Universidade de Oxford, onde obteve um doutorado em 1971. Sua tese foi sobre a modificação de histonas. Em 1971 foi para Paris trabalhar no Instituto Pasteur no grupo de François Gros, onde pesquisou a regulação do m-RNA pela diferenciação de esqueleto muscular. Pesquisou desde 1975 para o Centre national de la recherche scientifique (CNRS) como diretora de grupo e foi depois diretora de pesquisa. É desde 1992 professora do Instituto Pasteur.
Tem as nacionalidades britânica e francesa. Nasceu na Escócia.

## Condecorações e associações
Em 2013 recebeu a Medalha de Ouro CNRS, depois de já ter cecebido a medalha de prata de 1999. É membro da Académie des Sciences, membro estrangeiro da Academia Nacional de Ciências dos Estados Unidos, membro da Academia Europaea (1998), da Royal Society (2013) e fellow da Organização Europeia de Biologia Molecular (EMBO). Em 2002 foi cavaleiro da Ordem Nacional da Legião de Honra e em 2008 oficial da Ordem Nacional do Mérito.
Foi de 2006 a 2012 presidente da Société Française de Biologie du Développement (SFBD).